# イギリスによるアメリカ大陸の植民地化
イギリスによるアメリカ大陸の植民地化（イギリスによるアメリカたいりくのしょくみんちか、英: British colonization of the Americas）は、16世紀後半に始まり、アメリカ大陸中で多くの植民地が設立した17世紀から18世紀頃にその最盛期を迎えた。その初期はイングランド王国が、1707年に連合法でグレートブリテン王国が創設された時以降はグレートブリテン王国が植民地経営を推進した。イギリスはアメリカ大陸に植民地を経営した国の中でも重要度が高く、そのアメリカにおける勢力は軍事力においても経済力においても、スペイン帝国の強力なライバルになった。
イギリスによるアメリカ大陸の植民地化は、アメリカ大陸の先住民にも多大な影響を及ぼしている。イギリスは植民地化に際し、彼らを直接的には軍事力で、間接的にはその文化を混乱させ疫病を引き入れたことで、先住民の生態に劇的な変動をもたらした。入植者と先住民との関係の中には、交易関係を結んだものもあるが紛争になったものも多く、多くの先住民社会は入植者に対抗する戦士集団を育て、長期間に亘って戦闘が続いたケースも珍しくない。当時の先住民の野性的な戦闘スタイルは、入植者に対して破壊的な威力を見せる事もあったが、長期的に見れば、概して入植者側が最終的な勝利を収めている。フランスと同様、先住民との交易はイギリスの植民地政策の重要な部分を占めていたが、植民地への人の移住と土地の開発には、それ以上に重点が置かれていた。
アメリカ大陸におけるイギリス帝国の植民地は、その最盛期にあった18世紀には3つのタイプが存在した。すなわち勅許植民地、領主植民地、及び王室の直轄植民地である。やがてアメリカ独立戦争後には、アメリカ大陸のうちイギリス領にあった地域はより自治的な責任政府の形を認められる事になり、更に20世紀に入ると、徐々に独立を認められるようになった。この方法で北アメリカでは2国、中央アメリカ（カリブ海）では10国、南アメリカでは1国がイギリスから独立した。今日でもイギリスはアメリカ大陸内に8か所の海外領土を持っており、そこでは様々な段階での自治権を認めている。

## 北アメリカ

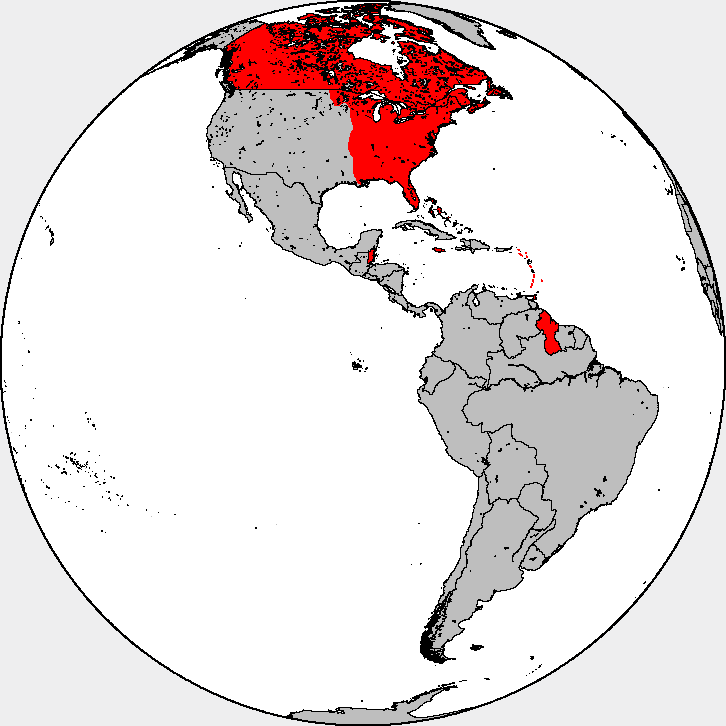
アメリカ大陸のイギリス領

### 北アメリカ大陸のイングランド領

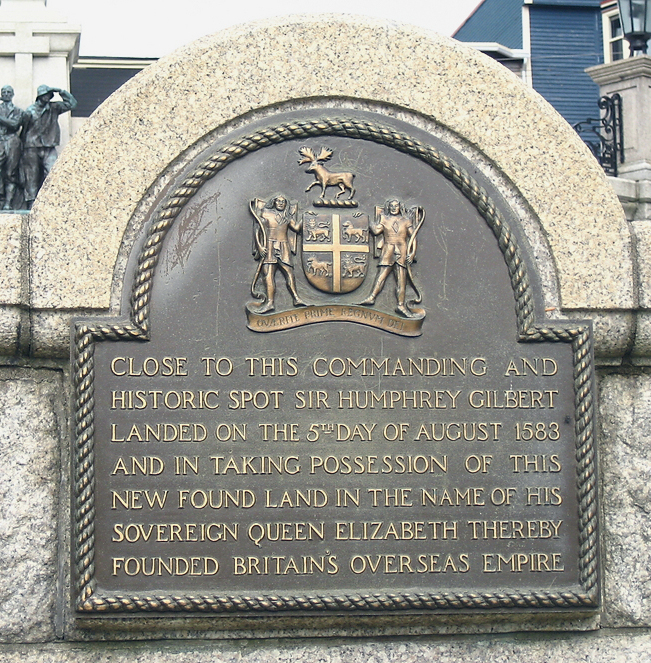
ニューファンドランド・ラブラドール州セントジョンズにある銘板、ギルバートによるイギリス海外帝国の設立を記念するもの

イギリス植民地の多くは、植民地を設立し運営するために持ち株会社に与えられる、重商主義的勅許に基づいて指名された独立領主知事の下で成り立っていた。その中でも著名なものがバージニア会社であり、まずバージニアのジェームズタウンに、続いてバミューダ諸島のセントジョージに植民地設立を成功させた。
イングランド王国はまた、オランダが設立していたニューネーデルラント植民地（ニューアムステルダムを含む）に1664年に侵入し、ニューヨーク植民地と改名した。この植民地と共に、ニュースウェーデン（現在のデラウェア州）のうちオランダが征服していた領地も支配下に置き、これが後に1680年に設立されたペンシルベニア植民地の一部となった。

### 北アメリカ大陸のスコットランド領
スコットランド王国は、初期にダリエンで植民地を設立しようとして失敗し、1629年から1632年の短期間のみ、ノバスコシアに植民地を設立した（ニュースコットランド）。また1707年連合法の以前であっても、イングランドによる植民地設立に多くのスコットランド人が関わった。

### 北アメリカ大陸のイギリス領
グレートブリテン王国は1713年にフランス領アカディアを獲得し、続いて1763年にはカナダのヌーベルフランスを奪った。この年にはスペイン領フロリダも手に入れた。ヌーベルフランスだった領地は一旦ケベック植民地と改名された後さらに2つに分けられ、以前から植民が進んでいた地域をローワー・カナダ（現在のケベック州）、新しく植民を始めた地域をアッパー・カナダとした（今日のオンタリオ州）。
北方では王国の勅許会社であるハドソン湾会社がアメリカ・インディアンと毛皮の交易を行い、フランス人毛皮交易業者と競い合った。やがてこの会社が、ルパートランドと呼ばれたハドソン湾に注ぐ河川流域の全体を支配するようになる。1818年に行われたイギリス・アメリカ協議（アングロ＝アメリカン会議）によって、北緯49度線より南に延びていたルパートランドの一部がアメリカ合衆国の領土となった。
1775年には、アメリカの13植民地が主に代表権、及び地域に課される法と税金の問題に関して反乱を起こして戦争となり（アメリカ独立戦争）、これが正式なアメリカ合衆国の成立に繋がった。1776年にはアメリカ独立宣言が発表され、その後1783年9月3日のパリ条約調印によって、アメリカ合衆国は国際的に認知されるに至った。
グレートブリテン王国は、北アメリカの西海岸に於いても植民地化を進めた。これはハドソン湾会社にロッキー山脈以西、コロンビア地区とニューカレドニア地区でも毛皮交易の免許を与えるという間接的な形をとって行われたものである。但しロッキー山脈の西から太平洋までの土地は、1818年のイギリス・アメリカ協議（アングロ＝アメリカン会議）のもと、暫くはオレゴン・カントリーとして両国が共同統治していたが、1846年に結ばれたオレゴン条約により、バンクーバー島を除いてはロッキー山脈より西側でも、北緯49度線が両国の国境と定められることになった（オレゴン境界紛争を参照）。また、1849年に設立したバンクーバー島植民地と1858年に設立したブリティッシュコロンビア植民地は、1866年に統合しブリティッシュコロンビア王室領植民地となるが、1871年にはカナダ連邦に加盟した。なおブリティッシュコロンビア植民地は、1863年にスティキーン領土を併合しており、更にカナダ連邦に加盟する際には元ルパートランドの一部であったピース川地域も併合した。
1867年、ニューブランズウィック、ノバスコシアおよびカナダ（現在のオンタリオ州とケベック州の南部）の各植民地が統合して、イギリス帝国に所属し、カナダと呼ばれる自治領を形成した。ケベック（現在のオンタリオ州南部に入っている部分を含む）とノバスコシア（現在のニューブランズウィックとプリンスエドワードアイランドを含む）はフランスからイギリスに割譲されていた。その後の6年間のうちに、プリンスエドワードアイランドとブリティッシュコロンビア各植民地がカナダに加盟し、1949年にはニューファンドランドも加盟した。ルパートランドと北西部領土が1870年にカナダに割譲された。この地域は現在、マニトバ州（カナダ政府とメティス暫定政府が1870年に協議した後に加盟した）、サスカチュワン州およびアルバータ州（共に1905年設立）、さらにはノースウエスト準州、ユーコン準州（クロンダイク・ゴールドラッシュ開始後の1898年創設）、ヌナブト準州（1999年設立）となっている。

#### 北アメリカのイギリス植民地リスト

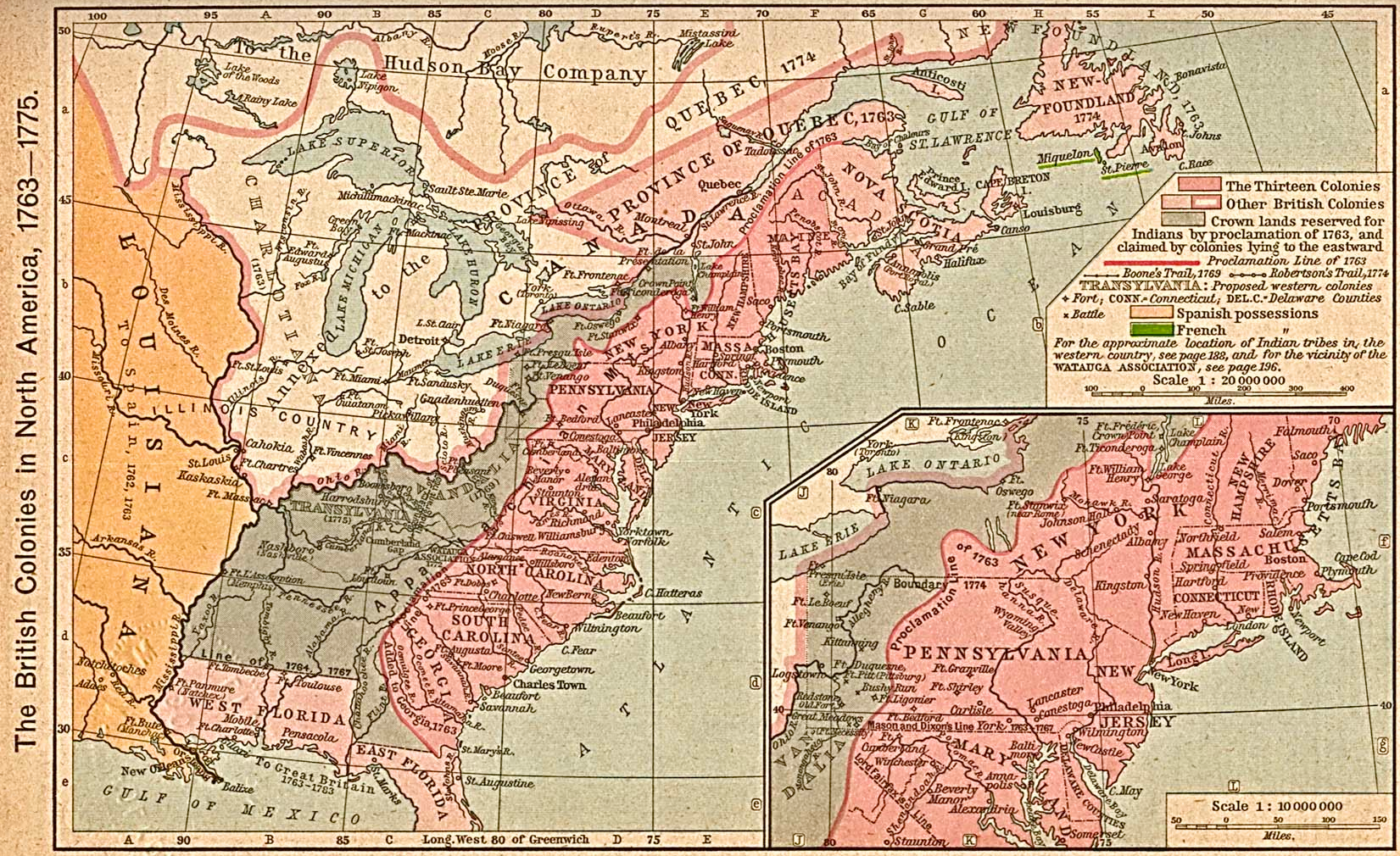
北アメリカのイギリス植民地、1763年-1775年

- ニューファンドランド・ラブラドール州セントジョンズ、1520年頃にイギリスの漁船により季節キャンプが行われるようになる。1583年には、ハンフリー・ギルバート卿がエリザベス1世の勅許の下、イギリス最初の北米植民地とすることを宣言した[1]。1620年以前に非公式通年開拓[2][3]。しかし、実際の定住は1630年代に始まった。
- ロアノーク植民地、1586年設立、翌年放棄、1587年の2回目の試みも消失した（失われた植民地とも呼ばれる）
- カティハンク島、1602年にバーソロミュー・ゴスノルドが小さな砦と交易基地を設立したが1か月後に放棄された
- バージニア会社、1606年勅許、1624年にバージニア植民地となった
  - ロンドン会社
    - ジェームズタウン、1607年設立
    - バミューダ諸島、北大西洋にあるこれらの諸島では1609年にジェームズタウンへ向かうロンドン・バージニア会社の船が漂着し、船員たちはこの島に10ヶ月滞在した後、ジェームズタウンに再び向かった。イギリスは1612年に新たに植民団をバミューダに送り込み、セント・ジョージを中心に植民地を設立した。その管理権は1615年に同じ株主が設立したサマーズ諸島会社に譲られた。公式にはサマーズ諸島と呼ばれ、現在もイギリスの海外領土のままである。
    - シティ・オブ・ヘンライコポリス、1611年に湿地の多いジェームズタウンの代替地として設立、1622年にインディアンによる虐殺のときに破壊

  - プリマス会社
    - ポパム植民地、1607年設立、1608年放棄
- 商人投機家協会（ニューファンドランド）
  - クパーズ・コーブ、1610年設立、1620年代に放棄
  - ブリストル・ホープ、1618年設立、1630年代に放棄
- ロンドン・ブリストル会社（ニューファンドランド）
  - ニューカンブリオール、1617年設立、1637年以前に放棄
  - レニューズ、1615年設立、（1619年放棄[4]）
- ニューイングランドのプリマス評議会
  - プリマス植民地、1620年設立、1691年にマサチューセッツ湾植民地と合併
- ニューファンドランドのフェリーランド、1620年に初代ボルティモア男爵ジョージ・カルバートに認可、1621年8月に最初の開拓者が到着[5]
- メイン植民地、1622年認可、1677年にマサチューセッツ湾植民地に売却
- サウスフォークランド、ニューファンドランド、1623年に初代フォークランド子爵ヘンリー・キャリーが設立
- ニューハンプシャー植民地、後のニューハンプシャー州、1623年設立、ニューハンプシャー認可地
- ドーチェスター会社植民地、（ドーチェスター会社は1624年に現在のマサチューセッツ州グロースターにケープアン漁業植民地を設けたが失敗した）
- セイラム植民地、後のマサチューセッツ州セイラム、1628年設立、翌年マサチューセッツ湾植民地と合併
- マサチューセッツ湾植民地、後のマサチューセッツ州の一部、1629年設立
- ニュースコットランド、現在のノバスコシア州、1629年-1632年
- コネチカット植民地、後のコネチカット州の一部、1633年設立
- メリーランド植民地、後のメリーランド州、1634年設立
- ニューアルビオン、1634年勅許、1649年から1650年に失敗
- セイブルック植民地、1635年設立、1644年にコネチカット植民地と合併
- ロードアイランド・アンド・プロビデンス・プランテーションズ、1636年設立、現在のロードアイランド州
- ニューヘイブン植民地、1638年設立、1665年にコネチカット植民地と合併
- ガーディナーズ島、1639年設立、現在はニューヨーク州イーストハンプトンの一部
- ニューヨーク植民地、1664年に奪取
- ニュージャージー植民地、1664年に奪取
  - 1674年以降、ウェスト・ジャージーとイースト・ジャージーに分離、それぞれの領主の会社が保持
- ペンシルベニア植民地、後のペンシルベニア州、イングランドの植民地としては1681年設立、それ以前はオランダ人とスウェーデン人が入植していた
- デラウェア植民地、後のデラウェア州、1704年にペンシルベニア植民地から分離
- カロライナ植民地
  - ノースカロライナ、最初は1586年にロアノークに入植、1710年にカロライナ植民地から分離
  - サウスカロライナ植民地、最初の恒久的入植は1670年、1710年にカロライナ植民地から分離
- ジョージア植民地、後のジョージア州、1670年頃に最初の入植、正式な植民地は1732年設立
- ノバスコシア、1629年にスコットランドが植民地を造って不成功、イギリスは1713年に設立、1758年まではケープ・ブレトン島を含んでいなかった
- ケベック、フランス支配の時は「カナダ」と呼ばれた、ヌーベルフランスの中でも最も入植者の多かった場所、イギリスは七年戦争の間の1759年から1761年にフランス領カナダを完全に征服、フランスは1763年のパリ条約で正式にイギリスに移譲、1841年から1867年はカナダ・イーストと呼ばれ、カナダ・ウェストとしてオンタリオ（アッパー・カナダ）も含んでいた
- 東フロリダと西フロリダ、1763年にキューバをスペインに返還する交換条件で取得、1761年にスペインから奪っていた、1783年にスペインに返還
- セントジョン島、1769年にノバスコシアから分離、1798年にプリンスエドワードアイランドと改名
- ニューブランズウィック、1784年にノバスコシアから分離
- オンタリオ、1791年から1841年までアッパー・カナダとしてケベックから分離、その後はカナダ・ウェスト
- カナダ植民地、1841年から1867年までケベック（ローワー・カナダ）とオンタリオ（アッパー・カナダ）を統合
- バンクーバー島植民地、1843年にハドソン湾会社がビクトリア砦に設立、1849年に王室勅許、1866年にブリティッシュコロンビア植民地と合併
- クィーンシャーロット島植民地、1852年設立、1863年にバンクーバー島植民地と合併
- ブリティッシュコロンビア植民地、別名メインランド植民地、あるいはゴールド植民地、1853年にニューカレドニア毛皮交易地区と、北緯49度線より北のコロンビア毛皮交易地区の残りから設立、1863年にスティキーン領土とクィーンシャーロット島植民地を併合して拡張
- バンクーバー島およびブリティッシュコロンビア統合植民地、1866年にバンクーバー島植民地とブリティッシュコロンビア植民地を合併して形成、バンクーバー島植民地の植民者は反対したが、植民地の名前としてブリティッシュコロンビアが選ばれることになった

#### 北アメリカの植民地ではないイギリス領
- ルパートランド、ハドソン湾会社の領土、1670年設立、1867年に新設のカナダ自治領に北西部領土として譲渡、
- コロンビア地区、1821年からオレゴン条約の1821年までハドソン湾会社コロンビア部の交易地区、オレゴン条約でコロンビア地区の大半はアメリカ合衆国に併合された。北緯49度線より南のハドソン湾会社の土地はオレゴン条約で保証されたが、所有権と補償の問題は1861年まで十分に解決されないままだった。
- ニューカレドニア、毛皮交易地区、1805年に初めて入植、1821年からはハドソン湾会社が管理、1858年にブリティッシュコロンビア植民地として編入
- スティキーン領土、1862年設立、スティキーン・ゴールドラッシュが起こり、アメリカ人に奪われないように設立
- 北西部領土、ハドソン湾会社の交易領域、ルパートランドの北部と北西部、1863年以降はスティキーン領土の当初の領域のうち北緯62度線から北の地域、北緯60度線から南の領域がブリティッシュコロンビア植民地に併合された後、残りはユーコン準州に編入された
- ノバアルビオン、編入も入植も行われたことは無い、正確な場所は不明、フランシス・ドレーク卿が領有を主張し、オレゴン境界紛争のときに太平洋岸北西部に対するイギリスの領有権主張の根拠となった
- アラスカ・パンハンドル部の南東部、1839年から1867年までロシア帝国より賃貸、1867年にロシアもアメリカもこの賃貸を無いものとし、その後ブリティッシュコロンビアが抗議したが、カナダとイギリス帝国政府も無視した

## 中南米、カリブ海

### カリブ海のイギリス領
- セントクリストファー島 - 別名セントキッツ島、1623年にトーマス・ワーナー卿が入植、翌年、フランスもセントキッツの一部に入植。カリブ人を虐殺した後、イギリスとフランスが何度も入れ替わり支配していたが、1783年パリ条約でイギリスの所有するところとなった。1983年にセントクリストファー・ネイビスとして独立
- バルバドス - 1625年にイギリス帝国が領有を主張、後の1627年にイギリス系オランダ人ウィリアム・カーティーンの領主植民地として入植。1966年に独立
- ネイビス島 - 1628年入植。1983年にセントクリストファー・ネイビスとして独立
- プロビデンシア島 - ニカラグア海岸沖の諸島の一部、1630年にイングランドのピューリタンが入植。1641年にスペイン人に征服され消滅。現在はコロンビアが管理するプロビデンシア島となっている。マサチューセッツ湾植民地の姉妹植民地である。
- アンティグア島 - 1632年入植。1981年にアンティグア・バーブーダとして独立
- バーブーダ島 - 1632年入植。1981年にアンティグア・バーブーダとして独立
- モントセラト - 1632年入植。1664年から1668年、および1782年から1784年にフランスに占領される。現在もイギリス領である
- バハマ - 1647年入植。1973年に独立
- アンギラ - 1650年入植。その政府は1882年から1967年までセントクリストファーと統合、その後分離した。1969年にイギリスの統治下に戻り、現在もイギリス領である。
- ジャマイカ - 1655年にスペインから奪取。1962年に独立
- 英領バージン諸島 - 1666年入植。現在もイギリス領である
- ケイマン諸島 - 1670年にスペインから獲得。現在もイギリス領である
- タークス・カイコス諸島 - 1750年代に初めて入植。現在もイギリス領である
- ドミニカ国 - 1761年にフランスから奪取。フランスは1778年から1783年まで再占領。1978年に独立
- トリニダード・トバゴ - 1762年奪取。トリニダード島は1797年にスペインから奪取。2つの政府が1888年に統合。1962年に独立
- セントビンセント・グレナディーン -  セントビンセント島は1762年に植民地化。フランスが1779年に占領したが、1783年にイギリスに戻された。1871年から1958年はイギリス領ウィンドワード諸島の一部だった。1979年に独立
- グレナダ - 1762年にフランスから奪取。1779年から1783年までフランスが再占領。1974年に独立
- セントルシア - 1778年にフランスから奪取したが、1783年に返却された。1796年と1803年に再占領し、1814年にイギリスに併合された。1979年に独立

### 中南米のイギリス領
- ベリーズ - イギリスの探検家達が1638年から毛織物の染料に使われるログウッドの採取を始めた。この地域はスペインが領有権主張していたが、入植は行われず、先住民を支配できていなかった。スペインが1717年、1730年、1754年および1779年にイギリスの植民地を破壊した。スペインは1798年に最後の攻撃を行ったが敗北した。この植民地は1973年まで英領ホンジュラスと呼ばれ、その後ベリーズとなった。グアテマラがベリーズの領有権主張を行っていたために独立が遅れ、1981年に独立が認められた。
- モスキート・コースト（ニカラグアのカリブ海岸） - 1630年に初めて入植。1859年に北にあるベイ諸島と共に短期間ホンジュラス領となった。1860年にニカラグアに移譲。1965年の条約でモスキート・コーストを分離するまで論争が続いた
- イギリス領ガイアナ - 17世紀初期にイギリスが植民地化を開始。ブレダ条約でオランダが支配権を獲得した。後にイギリスが地域の幾つかの植民地を支配。1815年のウィーン会議でバービス、デメララおよびエセキーボの開拓地をイギリスに与えた。1831年に英領ガイアナとして統合。1966年にガイアナとして独立
- フォークランド諸島 - 1765年に最初の基地ができたが1776年に放棄。1833年にアルゼンチンの管理部門が追放されてからイギリスの支配下。ただし1982年のフォークランド戦争でアルゼンチンが占領した期間は除く